# Rogério Campos Nicolau
Rogério Campos Nicolau (* 5. Januar 1988 in Toledo), auch bekannt als Rogério, ist ein brasilianischer Fußballspieler.

## Karriere
Rogério begann seine Fußballkarriere beim brasilianischen Verein Rio Branco EC in Americana. Über die brasilianischen Stationen Iraty SC, Londrina EC, Paraná Clube, Resende FC, Atlético Goianiense, Criciúma EC, Guaratinguetá Futebol, EC São Bento und Sampaio Corrêa FC wechselte er 2019 nach Thailand. Hier unterschrieb er einen Vertrag in Ubon Ratchathani beim dort beheimateten Zweitligisten Ubon UMT United. Nach einem Jahr kehrte er nach der Saison wieder nach Brasilien zurück. Hier schloss er sich bis September 2020 dem Sertãozinho FC aus Sertãozinho an. Anschließend spielte er bei den brasilianischen Vereinen AD Frei Paulistano, CA Penapolense, Iraty SC und dem CE Naviraiense.

## Erfolge
Resende FC
- Copa Rio: 2015